# Gackeen il magnetico robot/Space Robot
Gackeen il magnetico robot/Space Robot  è un singolo discografico del gruppo musicale italiano Mini Robots, pubblicato nel 1980.

## Descrizione
Il brano Gackeen il magnetico robot è la sigla dell'anime Gackeen il robot magnetico (nella cui videosigla italiana il titolo veniva inspiegabilmente riportato come Cackeen il robot magnetico), scritto, musicato ed arrangiato da Vito Tommaso. Space Robot  è la sigla dell'anime omonimo, scritto, musicato ed arrangiato da Vito Tommaso.
Entrambi i brani sono stati inseriti nella compilation Le sigle di papà (2006) e in numerose raccolte.

## Tracce
1. Gackeen il magnetico robot – 2:39 (Vito Tommaso)
2. Space Robot – 2:46 (Vito Tommaso)

Durata totale: 5:25